# Eva Tanguay
Eva Tanguay (Marbleton, Dudswell, 1 de agosto de 1878-Hollywood, 11 de enero de 1947) fue una cantante y artista de entretenimiento canadiense que se promocionaba a sí misma como «la chica que volvió famoso al vodevil» y conocida como «la reina del vodevil». Tanguay también hizo apariciones en películas.

## Primeros años

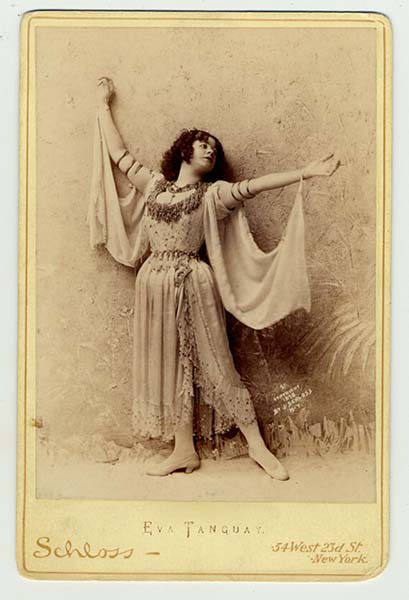
Retrato de Eva Tanguay hacia 1913

Eva Tanguay nació en 1878 en Marbleton, Dudswell, Quebec. Su padre fue doctor. Antes de que ella alcanzara la edad de seis años, su familia se mudó de los Cantons-de-l'Est de Quebec a Holyoke (Massachusetts). Su padre murió poco después. Mientras era una niña, desarrolló un interés en las artes escénicas, e hizo su primera aparición en el escenario a la edad de ocho años en una noche de aficionados en Holyoke. Dos años después, ella hacía giras profesionales con una producción de una adaptación al escenario de la popular novela de Frances Hodgson Burnett, El pequeño lord. Eva eventualmente consiguió un puesto en el musical de Broadway My Lady en 1901. El show de 1904 The Chaperons la llevó a un aumento en su popularidad. Hacia 1905, ella actuaba también en vodevil en solitario, donde pasaría mucho del resto de su carrera.

## Carrera escénica

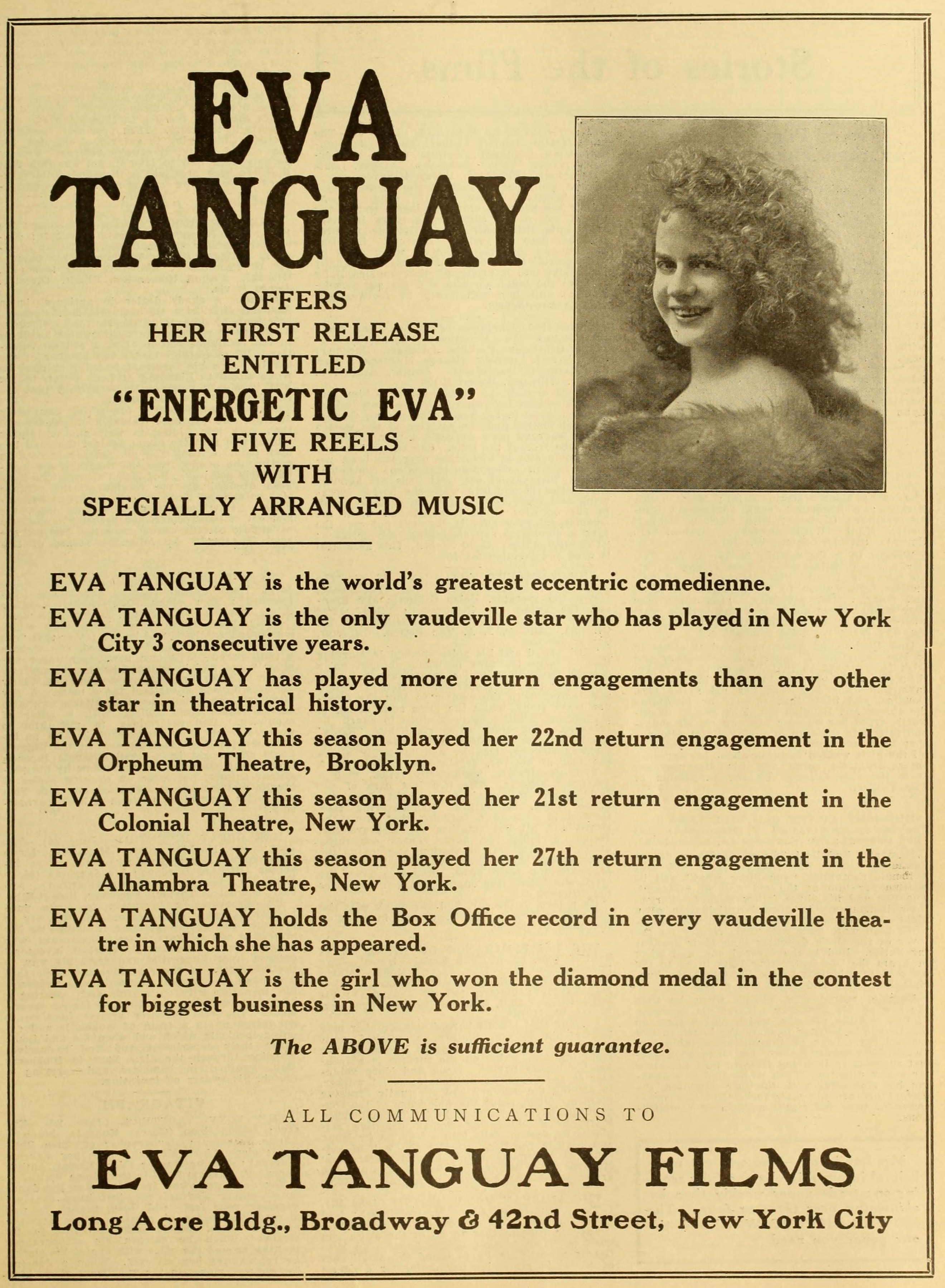
Tanguay en una publicidad de 1916

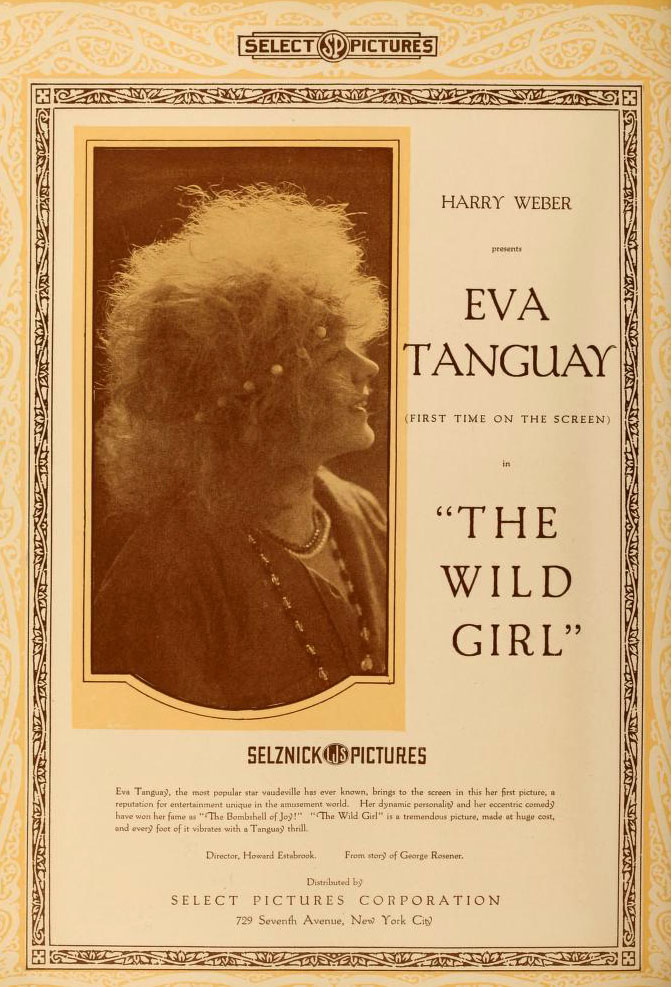
Publicidad para la película The Wild Girl (1917)

Tuvo una larga carrera en vodevil y eventualmente llegó a recibir uno de los más altos salarios para cualquier artista escénica del día, ganando tanto como 3500 dólares a la semana en el punto más alto de su fama alrededor de 1910.
Después de ver sus actuaciones, el poeta y revolucionario sexual inglés Aleister Crowley llamó a Tanguay como el equivalente americano de los grandes del music hall europeo, Marie Lloyd de Inglaterra e Yvette Guilbert de Francia. «El genio americano», él escribió, «es diferente de todos los demás. El artista "sofisticado", en este país, es siempre una mediocridad. ... El verdadero americano es, por sobre todas las cosas, LIBRE; con todas las ventajas y desventajas que eso implica. Su genio es un alma solitaria, desolada, que alcanza la perfección en alguna dirección no supuesta. ... Eva Tanguay es la perfecta actriz americana. Ella es... estelarmente inmaculada en su corrupción colosal».
Eva Tanguay es recordada por canciones estridentes que simbolizaban a la mujer emancipada segura de sí misma, tales como It's All Been Done Before But Not the Way I Do It (todo ha sido hecho antes pero no de la forma en que yo lo hago), I Want Someone to Go Wild With Me (quiero a alguien que enloquezca conmigo), Go As Far As You Like (ve tan lejos como tú quieras), y That's Why They Call Me Tabasco (por eso me llaman Tabasco). En los círculos del mundo del espectáculo, se le apodó la I Don't Care Girl (la chica No Me Importa), debido a su canción más famosa, I Don't Care.
Eva fue llevada al estrellato en 1909 por la revue Ziegfeld Follies, del impresario Florenz Ziegfeld, donde ella reemplazó al equipo de esposos Jack Norworth y Nora Bayes, quienes estaban comprometidos con un salario amargo y enemistad personal con Ziegfeld. Eva solicitó que el número musical Moving Day in Jungle Town le fuera retirado al creciente talento de Sophie Tucker y dado a ella. A pesar de esto, las dos se volvieron luego amigas cercanas.
Tanguay gastó pródigamente en campañas de publicidad y disfraces. Un obituario menciona que un «manejador inteligente» dijo a Tanguay pronto en su carrera que el dinero hace dinero. Ella nunca olvidó la lección, comprando enormes espacios publicitarios de su propio dinero y, en una ocasión, presuntamente gastando dos veces su salario en publicidad. Una de sus cartas fuertes era el ganar publicidad gratuita con comportamiento extravagante. En 1907, Eva convivió con el periodista y publicista de entretenimiento C. F. Zittel en un hotel de Brooklyn por casi una semana, a pesar del hecho de que Zittel estaba casado. La esposa de Zittel descubrió el affair al contratar detectives vestidos como botones de servicio a la habitación para irrumpir en su nido de amor. El tema ocupó titulares y en ninguna forma dañó la popularidad, reputación o éxito de taquilla de Eva. También llevó su nombre a los periódicos por supuestamente haber sido secuestrada, por habérsele robado supuestamente sus joyas, y por ser multada con 50 dólares en Louisville, Kentucky, por lanzar a un tramoyista por las escaleras.

### Vestimenta en el escenario
Sus disfraces fueron tan extravagantes como su personalidad. En 1910, un año después de que fuera emitido el centavo Lincoln, Tanguay apareció en el escenario en un traje cubierto completamente con las nuevas monedas. Otros atuendos incluían un vestido cubierto en coral que pesaba 20 kilogramos y costaba 2000 dólares, y un disfraz hecho de billetes de a dólar.

### Grabación
Tanguay únicamente realizó una conocida grabación (I Don't Care) en 1922 para Nordskog Records. Además de su carrera como cantante, fue estelar en dos comedias cinematográficas de cine mudo. La primera, llamada Energetic Eva, fue hecha en 1916. Al año siguiente estelarizó junto a Tom Moore en The Wild Girl.

### Inversiones
Se dice que Tanguay había perdido más de 2 millones de dólares en el Crac del 29. En los años 1930, Tanguay se retiró del negocio del espectáculo. Las cataratas le causaron que perdiera la vista, pero Sophie Tucker pagó por la operación que le permitió recuperar la visión.

## Autobiografía
Al momento de su muerte, Tanguay estaba trabajando en su autobiografía, que sería titulada Up and Down the Ladder (subiendo y bajando la escalera). Fueron publicados tres extractos de la autobiografía en Hearst newspapers en 1946 y 1947.

## Muerte y representación cinematográfica
Eva Tanguay murió en 1947 a la edad de 68 años en Hollywood, donde fue enterrada en el Hollywood Memorial Park Cemetery, ahora Hollywood Forever Cemetery. En 1953, Mitzi Gaynor representó a Eva Tanguay en una versión ficcionalizada de su vida, en la película de Hollywood The I Don't Care Girl.

## Familia
Tanguay se casó dos veces, aunque se ha reportado incorrectamente que se ha casado tres veces. En 1908, Eva se comprometió públicamente con el extremadamente popular artista cross-dresser Julian Eltinge. Eva se vistió en un tradicional atuendo masculino formal y Eltinge como la novia ruborizada. Aunque hubo un intercambio de anillo, ellos nunca se casaron. Se divorció de su primer esposo, un bailarín llamado Tom Ford, en 1917 después de cuatro años muy inestables de matrimonio. Después de su divorcio de Ford, Eva tuvo un enlace romántico (aunque nunca se casó con él, como a veces se reporta) con un bailarín de vodevil llamado Roscoe Ails. Ella terminó con él después de que el comportamiento de Ails se volvió cada vez más errático y violento. En 1927, cuando ella tenía 49 años, Tanguay se casó con su acompañante de piano de 23 años Al Parado. Poco después del matrimonio ella lo anuló por motivos de fraude. Tanguay afirmó que él tenía al menos otros dos nombres los cuales usaba tan frecuentemente que ella no estaba segura de cuál era el real. En realidad, ella se había casado con Parado como una táctica publicitaria; cuando no resultó como había esperado, ella disolvió la unión.
Fuera del matrimonio, se dijo que Eva tuvo una aventura con el afamado comediante afroamericano George Walker, esposo de la igualmente famosa y talentosa estrella de comedia musical Aida Overton Walker, quien fue también compañera de escenario de Bert Williams. Se hace alusión del affair en el libro Elegy in Manhattan por el artista de vodevil y productor de películas George Jessel.

## En la cultura popular
En la película de Charles Walters, The Belle of New York, Angela canta «confieso que quisiera que me importara menos que a Eva Tanguay».